# Библиотека на Харвардския университет
Библиотеката на Харвардския университет е библиотека в Съединените щати.
Основана през 1638 година, тя е най-старата библиотека в страната и най-голямата университетска библиотека в света. Включва около 90 обособени сбирки в различни подразделения на Харвардския университет, наброяващи общо 15,8 милиона библиотечни единици.